# Concerto Palatino
Das Concerto Palatino war über mehrere Jahrhunderte ein Bläserensemble und eine städtische Einrichtung in Bologna. Gegründet wurde das Concerto Palatino im frühen 13. Jahrhundert zunächst als Ensemble von acht Trompetern. Im 15. Jahrhundert ergänzte man die Besetzung um Posaunen. Zwischen 1537 und 1779 bestand die Besetzung aus acht Trompeten, Schalmeien (später Zinken), vier Posaunen, zwei Violen und  historischen Perkussionsinstrumenten. Ein Großteil des Repertoires war geistlicher Natur. Dies ist auch darauf zurückzuführen, dass die verwendeten Instrumente bis ins 18. Jahrhundert fester Bestandteil der musikalischen Ausgestaltung festlicher Gottesdienste waren.

## Das Ensemble heute
Im Jahr 1986 gründeten der Zinkenist Bruce Dickey und der Posaunist Charles Toet das Ensemble für Historische Aufführungspraxis mit demselben Namen erneut.

## Diskografie (Auswahl)
- 2010: Matthias Weckmann: Wie liegt die Stadt so wüste. Mit Cantus Cölln, Harmonia Mundi HMC 902034
- 2009: Heinrich Ignaz Franz Biber: Vespro della beata Vergine (Geistliche Chormusik): Mit Cantus Cölln, Harmonia Mundi HMC 902001
- 2005: Heinrich Schütz: Symphoniae Sacrae III. Mit Cantus Cölln, Harmonia Mundi  HMC 901850
- 2004: Johann Rosenmüller: Weihnachtshistorie. Mit Cantus Cölln, Harmonia Mundi HMC 901861
- 2000: Giovanni Gabrieli: Sonate e Canzoni. Harmonia Mundi HMC 901688
- 1999: Christoph Strauss: Missa Maria Concertata. Harmonia Mundi HMC 905243
- 1995: Francesco Cavalli: Vespro della beata Vergine. Harmonia Mundi HMC 905219
- 1994: Effetti e stravaganze: Accent 94102